# Бињи Сен Маклу
Бињи Сен Маклу (фр. Buigny-Saint-Maclou) насеље је и општина у североисточној Француској у региону Пикардија, у департману Сома која припада префектури Абевил.
По подацима из 2011. године у општини је живело 515 становника, а густина насељености је износила 70,55 становника/km². Општина се простире на површини од 7,3 km². Налази се на средњој надморској висини од 40 метара (максималној 71 m, а минималној 33 m).

## Демографија
| 1962. | 1968. | 1975. | 1982. | 1990. | 1999. | 2011. |
| ----- | ----- | ----- | ----- | ----- | ----- | ----- |
| 318   | 335   | 292   | 467   | 548   | 523   | 515   |

График промене броја становника у току последњих година